# Manu del Moral
Manuel „Manu“ del Moral Fernández (* 25. Februar 1984 in Jaén) ist ein spanischer Fußballspieler, der beim FC Sevilla unter Vertrag steht, jedoch auf Leihbasis beim SD Eibar spielt.

## Spielerkarriere

### Atlético
Del Moral stammt aus der Jugend von Atlético Madrid. Nachdem er zunächst für Atlético B zum Einsatz gekommen war, wechselte er für die Saison 2003/04 auf Leihbasis zum Zweitligisten Recreativo Huelva. In der gesamten Saison wurde er allerdings nur in fünf Spielen in der Liga eingesetzt und erzielte ein Tor. Nach seiner Rückkehr zu Atlético Madrid kam er erneut – bis auf fünf Erstliga-Einsätze – fast ausschließlich im B-Team zum Einsatz.

### FC Getafe
Im Sommer 2006 wechselte del Moral zum FC Getafe, bei dem er sich sofort einen Stammplatz erspielte und in seiner Premierensaison acht Tore erzielte. Im Jahr 2007 erreichte er mit seinem Team das Pokalfinale und verlor dort gegen den FC Sevilla. In der Saison 2007/08 wurde del Moral erstmals im UEFA Cup eingesetzt.

### FC Sevilla
Im Mai 2011 verpflichtete der FC Sevilla del Moral.

### Nationalmannschaft
Del Moral spielte für diverse Jugendnationalmannschaften Spaniens und gewann mit der U-23 die Goldmedaille bei den Mittelmeerspielen 2005 in Almería. Sein Debüt in der A-Nationalmannschaft absolvierte er am 7. Juni 2011 in einem Testspiel gegen Venezuela.

## Erfolge
Nationalmannschaft
- Mittelmeerspiele: Goldmedaille 2005